# Mwanza (regija)
Mwanza je jedna od trideset regija Tanzanije. Glavni grad Mwanza je drugi najnaseljeniji grad u Tanzaniji.
Na zapadu se graniči s regijama Kageira i Geita, Shinyanga na jugu, Mara prema istoku 
Richard Wambura je bio regionalni povjerenik od 1961. do 1962. Od početka 2003. do kraja 2005. tu dužnost je obavljao
Daniel Ole Njoolay. Njoolay-a je zamijenio James Alex Msekela koji je ostao na tom mjestu do 2009.

## Okruzi
U Mwanzi se nalazi sedam okruga; Ukerewe na sjeveru, Magu na istoku, Sengerema prema zapadu, Misungwi i Kwimba na jugu, i Nyamgwa i
Ilemela.
Jedan dio grada Mwanza se nalazi u Nyamgwani a drugi u Ilemeli.

## Stanovništvo
Prema popisu stanovništva iz 2002., u regiji Mwanza se nalazilo 2,942,148 stanovnika.